# Feel++
Feel++ est un langage dédié (DSEL) à la résolution d'équations différentielles partielles à l'aide de méthodes de Galerkine généralisées 
,,,
(i.e. fem, hp/fem, méthodes spectrales) écrit en C++.

## Exemple
Voici un exemple de programme pour résoudre un laplacien avec le choix d'une condition de type dirichlet homogène sur un carré unité (voir Manuel en ligne Feel++).
```
#include
 
<feel/feel.hpp>

using
 
namespace
 
Feel
;

int
 
main
(
int
 
argc
,
 
char
**
argv
 
)

{

    
Environment
 
env
(
 
_argc
=
argc
,
 
_argv
=
argv
,

                     
_desc
=
feel_options
(),

                     
_about
=
about
(
_name
=
"mylaplacian"
,

                                  
_author
=
"Feel++ Consortium"
,

                                  
_email
=
"feelpp-devel at feelpp.org"
));

    
// create mesh

    
auto
 
mesh
 
=
 
unitSquare
();

    
// function space

    
auto
 
Vh
 
=
 
Pch
<
1
>
(
 
mesh
 
);

    
auto
 
u
 
=
 
Vh
->
element
();

    
auto
 
v
 
=
 
Vh
->
element
();

    
// left hand side

    
auto
 
a
 
=
 
form2
(
 
_trial
=
Vh
,
 
_test
=
Vh
 
);

    
a
 
=
 
integrate
(
_range
=
elements
(
mesh
),
 
_expr
=
gradt
(
u
)
*
trans
(
grad
(
v
))
 
);

    
// right hand side

    
auto
 
l
 
=
 
form1
(
 
_test
=
Vh
 
);

    
l
 
=
 
integrate
(
_range
=
elements
(
mesh
),
 
_expr
=
id
(
v
));

    
// boundary condition

    
a
+=
on
(
_range
=
boundaryfaces
(
mesh
),
 
_rhs
=
l
,
 
_element
=
u
,
 
_expr
=
constant
(
0.
)
 
);

    
// solve the equation a(u,v) = l(v)

    
a
.
solve
(
_rhs
=
l
,
_solution
=
u
);

    
// export results

    
auto
 
e
 
=
 
exporter
(
 
_mesh
=
mesh
 
);

    
e
->
add
(
 
"u"
,
 
u
 
);

    
e
->
save
();

}

```